# Vertu
Pour l’article homonyme, voir Vertus, commune française.
La vertu est une habitude ferme et constante à faire le bien et à fuir le mal. Concept majeur de la philosophie morale, cette notion est également à l'intersection de la philosophie (voir Bien (philosophie)), de la religion (voir Bien (religion)) et de la politique. Un des objets majeurs de réflexion des philosophes, la vertu est polysémique et a été définie par de nombreux penseurs en des termes différents.
En philosophie grecque classique, reprise par le judaïsme hellénisé et le christianisme, on distingue parmi toutes les vertus quatre vertus cardinales (du latin cardo, « pivot ») : la prudence, la tempérance, la force d'âme et la justice.
On parle en outre de trois vertus théologales (foi, espérance, charité) dans le christianisme. On parle par ailleurs de trois vertus maçonniques, à savoir la tolérance, la bienfaisance et la solidarité ; ou encore des trois vertus principales du scout, à savoir la franchise, le dévouement et la pureté.
Selon Jacques Brunschwig : « Le bien auquel l'âme aspire est un bien qui relève d'elle ; rien n'est vraiment bon que ce dont il n'est pas possible de faire mauvais usage, et c'est la science du bien qui sait faire bon usage de toutes choses, et sans laquelle de toutes choses on risque de faire mauvais usage. Ainsi s'expliquent les inépuisables formules, que la vertu est un savoir, et que nul n'est mauvais volontairement. »

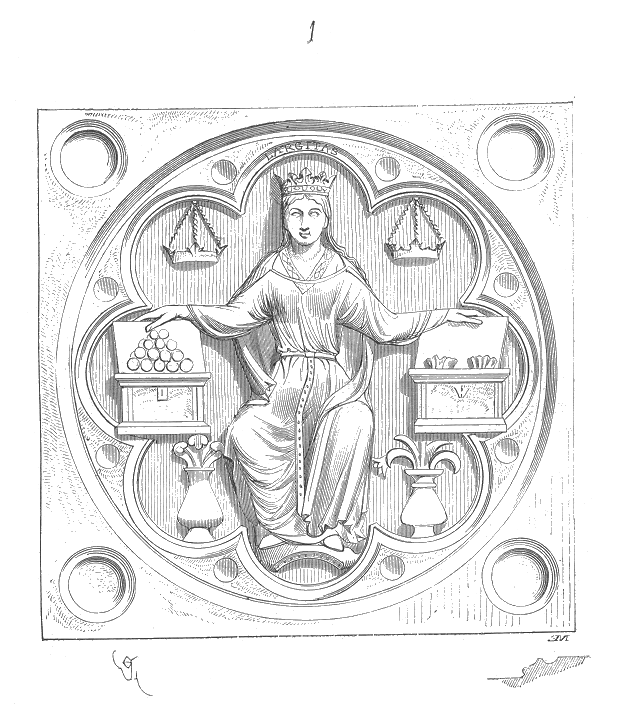
La Vertu d'après une sculpture de la cathédrale de Sens. Gravure de Viollet-le-Duc

## Étymologie
Le mot vertu vient du mot latin virtus, lui-même dérivé du mot vir, d'où nous viennent les mots « viril » et « virilité ». Tandis que vir sert à nommer l'individu humain de sexe masculin, virtus désigne la force virile et, par extension, la « valeur », la « discipline » opposée au « courage », synonyme quant à lui d'« impulsivité », « défaut » considéré comme essentiellement barbare, illustré par Caius Marius : « La vertu est la clef de voûte de l'empire (romain), faisant de chaque seconde de la vie du citoyen, une préparation minutieuse aux dures réalités de la guerre, et de chaque bataille rien d'autre qu'un sanglant entrainement ».

## Concepts
Ne doit pas être confondu avec Virtù.

### Socrate, Platon et la vertu comme capacité de suivre des valeurs
La Grèce antique voit l'émergence des premières pensées de la vertu dans la philosophie occidentale. Les sages antiques, comme Socrate, avaient vocation de penser la vertu, de la pratiquer eux-mêmes et d'en discourir. Pour Socrate, la pratique authentique de la vertu suppose de connaître l'essence du Bien.
Cinq vertus principales sont mises en avant : le courage (andrea), la modération ou tempérance (sophrosynè) ; la justice (dikaiosynè), la sagesse (sophia) — plus ou moins identique à la sagacité (phronêsis) — et enfin la piété (hosiotès). L’excellence d’un homme se mesure à ses vertus.
Selon Socrate, repris par Platon, la vertu est la capacité de vivre au quotidien selon un certain nombre de principes et de valeurs dont la pratique permet de mener une vie morale, c'est-à-dire d'agir en conformité avec ce qu'on pense. C'est un savoir pratique composé des cinq qualités tout juste énoncées, orientées en croix à la façon des quatre points cardinaux. Ainsi, le courage, la modération, la justice et la piété  sont disposées autour d'un centre occupé par la sagesse.
Platon évoque la vertu dans le Ménon. Pour Socrate, l'inexistence de maîtres de vertu lui prouve que celle-ci n'est pas une science, car elle ne peut s'enseigner ; la vertu est alors tenue comme une opinion vraie. Elle proviendrait d'une sorte de grâce divine, d'une inspiration qui permet de bien agir.

### Aristote et les vertus cardinales
À la suite de son maître Platon, Aristote mène une réflexion approfondie sur la vertu. Il considère la vertu comme un comportement, et sa théorie de la vertu se veut ainsi pratique. Le philosophe distingue quatre vertus, qui régulent des défauts. Le Stagirite présente la vertu tel un juste milieu entre deux défauts : un manque et un excès, le courage se trouvant par exemple entre la lâcheté et la témérité.
La liste classique des vertus cardinales est la suivante, suivant le modèle de Socrate : 
- Le courage ou force d'âme habilite à surmonter la peur et à braver les dangers.
- La prudence indique la conduite raisonnée.
- La tempérance habilite à user de la mesure qui convient dans la jouissance des biens délectables.
- La justice, enfin, habilite à rendre à chacun son dû.

Chacune des quatre vertus cardinales que nous venons de nommer trouve son siège dans la sensibilité de l'être humain.
- Le courage règle la sensibilité combative.
- La tempérance règle la sensibilité jouissive.
- La justice règle la sensibilité rationnelle.
- La prudence règle la sensibilité téméraire.

### Christianisme et vertus théologales
Les vertus théologales (foi, espérance et charité) sont différentes des vertus cardinales en termes de d'objet : elles sont infuses et ordonnées à un bien proprement divin. Elles sont définies dans le christianisme. Elles forment, avec les quatre vertus cardinales (la justice, la prudence, la force et la tempérance), les sept vertus au sein de l'Église catholique.
Au Moyen Âge, saint Thomas d'Aquin cherche à définir ce que sont les vertus. Ainsi, toute la partie de morale spéciale (IIa IIae) de sa dernière œuvre systématique de théologie (la Somme théologique), est organisée autour des vertus cardinales et théologales. Mais dans la partie précédente (Ia IIae), de morale générale, il cherche à définir ce qu'est la vertu.
Thomas définit d’abord ce qu’est la vertu (Qu.55). La vertu est un habitus. En effet, elle est une perfection de la puissance, déterminée à un acte, or ce qui détermine les puissances humaines à certains actes, ce sont les habitus (art.1). De plus, « La vertu humaine, qui est un habitus d'action (art.2), est un habitus foncièrement bon et qui opère le bien. » (art.3).
Lorsqu’il s’agit de savoir où réside la vertu (Qu.56), Thomas rappelle qu’elle est dans les puissances de l’âme (art.1), et qu’elle peut infuser d'une puissance de l'âme vers d'autres puissances (art.2). Elle peut résider dans l’intelligence comme science ou comme prudence (art.3). L’irascible et le concupiscibles peuvent aussi être le siège de la vertu humaine dans la mesure où ils obéissent à la raison, parce que la force et la tempérance aboutissent en eux (art.4). Par contre les sens et la mémoire ne sont pas siège de vertu, parce que la connaissance à laquelle ils collaborent n’aboutissent pas en eux mais dans la raison (art.5). La vertu peut avoir son siège dans la volonté quand celle-ci doit être orientée vers quelque chose qui la dépasse, tels que l’amour de Dieu ou du prochain (art.6).
Thomas articule ainsi les différentes vertus et les dons : « D'après ce qui a été dit plus haut les vertus se partagent en trois genres: théologales, intellectuelles, morales. Les vertus théologales sont celles par lesquelles l'âme humaine est unie à Dieu. Les vertus intellectuelles sont celles par lesquelles la raison est perfectionnée en elle-même. Les vertus morales sont celles par lesquelles l'appétit est perfectionné pour obéir à la raison. Quant aux dons du Saint-Esprit, ce sont eux qui rendent toutes les facultés de l'âme capables de se soumettre à la motion divine. »

Le célèbre Catéchisme de Pie X apportera en 1905 une définition des vertus surnaturelles :

« La vertu surnaturelle est une qualité que Dieu infuse dans l’âme et par laquelle on a de l’inclination, de la facilité et de la promptitude à connaître et à faire le bien par rapport à la vie éternelle. Il y a sept vertus surnaturelles principales, savoir : trois théologales et quatre cardinales. (...)
La Foi, l’Espérance et la Charité sont appelées vertus théologales parce qu’elles ont Dieu pour objet immédiat et principal, et que c’est Lui qui les met en nous. (...)
La Prudence, la Justice, la Force et la Tempérance sont appelées vertus cardinales parce qu’elles sont le pivot ( latin cardo ) et le fondement des vertus morales. »

### Montesquieu et la vertu en politique
Montesquieu aborde la question de la vertu à travers le prisme de la philosophie politique. Selon lui, un régime républicain, qui assure les libertés et divise le pouvoir, ne peut être fondé que sur la vertu. La vertu politique doit ainsi être réglé sur l'amour des lois et l'amour de la patrie. Cet amour demande une préférence continuelle de l'intérêt public au sien propre. C'est la source du principe démocratique.
Ainsi, dans De l'esprit des lois, il écrit : « Lorsque cette vertu cesse, l’ambition entre dans les cœurs qui peuvent la recevoir, et l’avarice entre dans tous. La république est une dépouille ; et sa force n’est plus que le pouvoir de quelques citoyens et la licence de tous ». La vertu s'obtient toutefois à l'issue d'une lutte continuelle. L'homme doit, pour être vertueux, se faire violence, car « la vertu est un renoncement à soi-même qui est toujours une chose très pénible ».

### Descartes et la vertu intellectuelle
René Descartes écrit que les vertus « sont des habitudes en l'âme qui la disposent à certaines pensées, en sorte qu'elles sont différentes de ces pensées, mais qu'elles peuvent produire, et réciproquement être produites par elles ».

### Spinoza et la vertu comme puissance
Baruch Spinoza identifie la vertu à la puissance. La capacité à agir en est déterminée par la raison selon la libre nécessité de la nature pour « bien agir et être dans la joie ». La vertu ou « force d'âme » se distingue entre « la fermeté » par laquelle on agit pour son bonheur et « la générosité » par laquelle on agit pour le bien d'autrui. 
Plus la vertu est grande, plus l'homme est libre face aux passions et peut agir avec sagesse en éprouvant un bonheur toujours plus grand, jusqu'à la joie suprême qu'il nomme béatitude et dont elle est inséparable. « La béatitude n'est pas la récompense de la vertu, mais la vertu elle-même ». Il propose ainsi une éthique de la réalisation du désir indépendante de la morale basée sur le devoir, en quoi il est considéré comme « amoral ».

### Voltaire et la vertu comme devoir
Voltaire écrit, dans le Dictionnaire philosophique, que « La vertu n’est pas un bien, c’est un devoir ». La vertu est l'attitude qu'il faut suivre pour être un homme bon. Cela permet de considérer qu'il existe des normes fondamentales que l'homme doit respecter pour vivre en société. 
Si la nature de la vertu ne dépend pas des hommes, ces derniers peuvent travestir leurs comportements pour donner l'illusion d'être vertueux. Dans son Poème sur la loi naturelle, Voltaire écrit : « Le ciel fit la vertu ; l'homme en fit l'apparence / Il peut la revêtir d'imposture et d'erreur / Il ne peut la changer ; son juge est dans son cœur ».

### Rousseau et le combat de la vertu
Jean-Jacques Rousseau traite de la vertu dans Émile ou De l'éducation, qui est un traité de philosophie morale. La vertu est avant tout une conduite, qui doit mener au bonheur. Il s'agit par là d'un combat de tous les instants, notamment contre les passions. Dans une lettre à M. de Franquières : « Il n'y a point de vertu sans combat, il n'y en a point sans victoire. La vertu ne consiste pas seulement à être juste, mais à l'être en triomphant de ses passions, en régnant sur son propre cœur ». L'homme ne saurait être vertueux à l'état de nature ; c'est dans la vie sociale que l'homme peut s'élever à un niveau supérieur en le forçant à devenir vertueux. Ainsi, il peut écrire, au 5e chapitre d'Émile : « La vertu n'appartient qu'à un être faible par sa nature et fort par sa volonté ». En d'autres termes, est vertueux « celui qui sait vaincre ses affections, car alors il suit sa raison, sa conscience ; il fait son devoir ; il se tient dans l'ordre, et rien ne l'en peut écarter ».

### Kant et la vertu comme perfection de soi-même et bonheur d'autrui
Emmanuel Kant oppose la doctrine de la vertu à la doctrine du droit dans la Métaphysique des mœurs. La doctrine du droit ne concerne pour lui que l'ordre de nos actions extérieures, indépendamment de nos motivations, alors que la doctrine de la vertu concerne le principe interne de nos actions, et en détermine les fins morales, qui sont : la perfection de soi-même et le bonheur d'autrui. 
Il est impossible, pour Kant, de ramener la vertu au bonheur, car ce serait la détruire. Un homme qui cherche le bonheur est un homme peut-être prudent, mais pas vertueux. Le trait fondamental de la morale kantienne est au contraire que la vertu est désintéressée et se soucie de l'universel. La vertu se rattache au concept de devoir.

### Hegel et l'enseignement de la vertu
Hegel définit la vertu comme un aspect de l'esprit objectif. C'est avant tout une question sociale. La vertu est « la personnalité éthique, c'est-à-dire la subjectivité qui transperce la vie substantielle ». Il écrit que « l'enseignement ne saurait engendrer la vertu si les germes n'en existaient pas dans l'esprit, mais qu'en même temps la vertu ne saurait accomplir son œuvre, se réaliser, sans l'enseignement, quels qu'en soient d'ailleurs la forme et le degré ».

### LeXXesiècle: l'éthique de la vertu
L'éthique de la vertu connaît un renouveau au XXe siècle. 

## Politique
Le concept de vertu a parfois été mis en avant sur la scène politique, au cours de l'Histoire.
En France, le concept de vertu a connu une utilisation prépondérante durant la révolution de 1789.
Le premier jour complémentaire du calendrier républicain ou révolutionnaire français se voit ainsi officiellement consacré à ce principe, et dénommé jour de la vertu, généralement chaque 17 septembre du calendrier grégorien.
Maximilien de Robespierre soutient par la suite, dans un discours du 5 février 1794, que si le gouvernement doit avoir la vertu comme ressort en situation de paix, c'est bien la terreur qui doit être son ressort en situation révolutionnaire. Hegel sera influencé par la conception de la vertu de Robespierre et écrira : « Robespierre pose le principe de la vertu comme l'objet suprême (la vertu principe abstrait ou la liberté dans la volonté subjective), et l'on peut dire que cet homme prit la vertu au sérieux ».
- Slavoj Zizek, Entre vertu et terreur, stock, 2008, 280 p. (ISBN 2234060761)

## Représentations artistiques
Cesare Ripa, dans son Iconologie qui définit les codes de représentation des figures allégoriques, définit la vertu comme une jeune femme portant des ailes sur le dos, car elle connaît des plaisirs au-dessus du commun, et un soleil sur le cœur où réside la vertu. Elle tient dans sa main gauche une pique symbolisant sa prééminence et sa dignité, ainsi qu'une couronne de laurier dans sa main gauche, plante toujours verte et censée résister à la foudre.
En 1640, Simon Vouet s'inspire d'assez près de cette description pour une représentation allégorique de la Vertu.

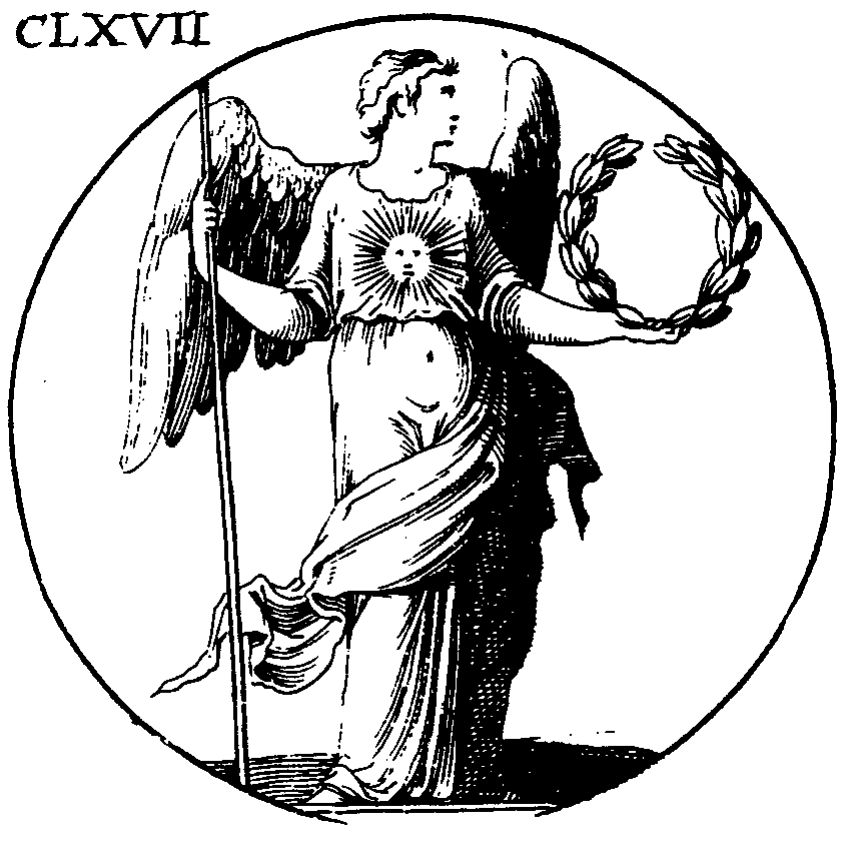
La Vertu selon Cesare Ripa, édition française de Jean Baudouin
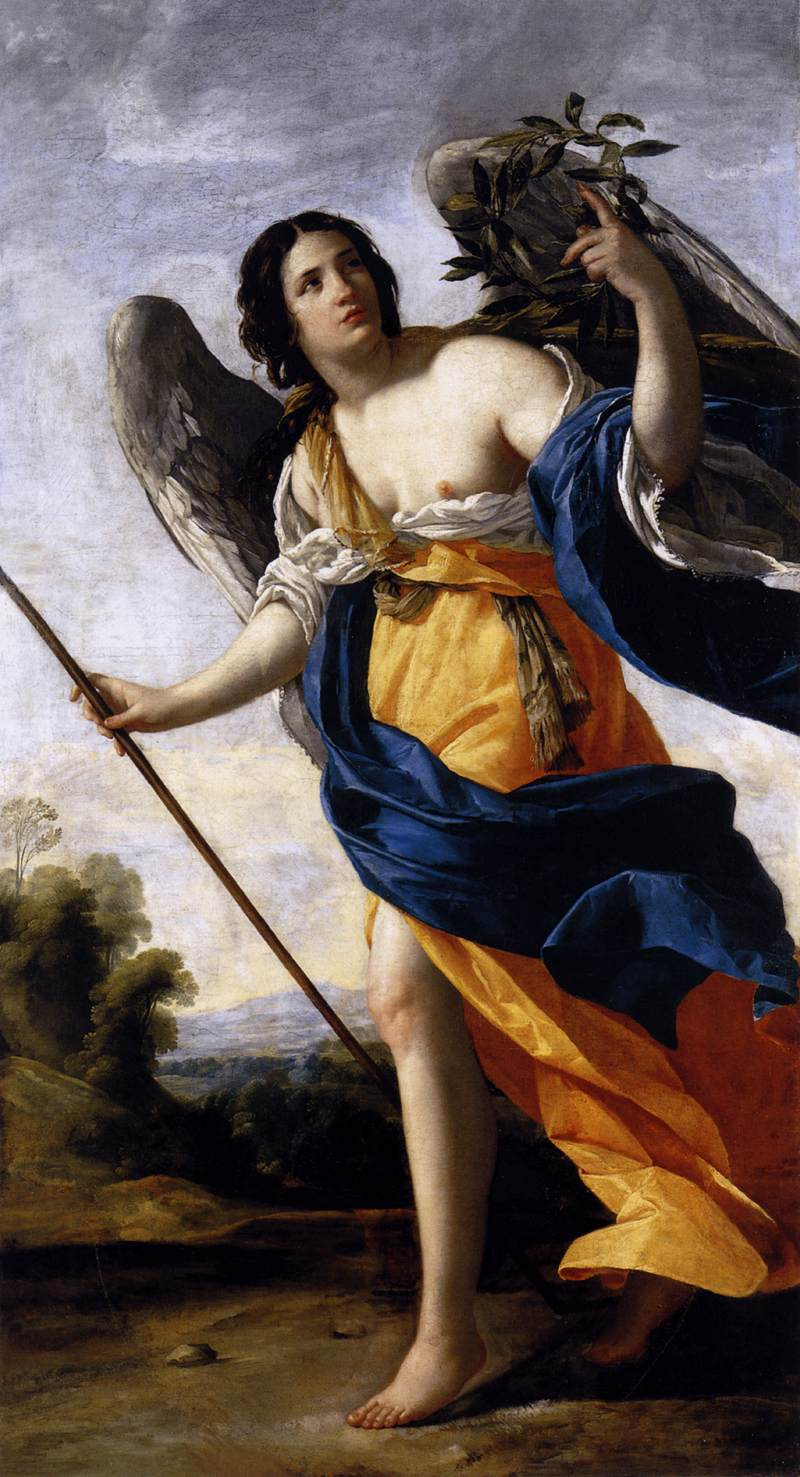
La Vertu, par Simon Vouet (1640, Louvre)